# ハヴァント・アンド・ウォータールーヴィルFC
ハヴァント・アンド・ウォータールーヴィル・フットボール・クラブ（Havant & Waterlooville Football Club）は、イングランド、ハンプシャー、ハヴァントを本拠地とするサッカークラブチームである。2021-2022シーズンはナショナルリーグ・サウス（6部相当）に所属。2007-2008シーズンのFAカップでは4回戦まで進出、アンフィールドでリヴァプールFCを相手に2度のリードを奪いながらも5－2で敗れるという善戦を見せた。

## 歴史
1998年にハヴァントFC（1883年創設）とウォータールーヴィルFC（1905年創設）の2チームが合併し、現在のチームが誕生した。

## タイトル

### 国内タイトル
- サウザンリーグ・サウザンディヴィジョン:1回

1998-1999

### 国際タイトル
- なし

## 歴代所属選手
- デイビッド・ハウエルズ 2003-2004
- フィッツロイ・シンプソン 2005-2007
- ジェイミー・スラッバー 2007-2008
- ジェイク・ニュートン 2009-2014
- スティーブ・クック 2009
- マイケル・ヘクター 2010
- デヤン・ステファノヴィッチ 2010-2011